# Ethan Bear
Ethan Bear, född 26 juni 1997, är en kanadensisk professionell ishockeyback som spelar för Carolina Hurricanes i National Hockey League (NHL). Han har tidigare spelat för Edmonton Oilers i NHL; Bakersfield Condors i American Hockey League (AHL) samt Seattle Thunderbirds i Western Hockey League (WHL).
Bear draftades av Edmonton Oilers i femte rundan i 2015 års draft som 124:e spelare totalt.
Han tillhör folkslaget Cree, som ingår i First Nations.

## Statistik
| 2010–2011  | Melville Millionaires | SAAHL      | 21  | 16 | 19  | 35  | 34 | —  | —  | —  | —  | —  |
| 2011–2012  | Pursuit of Excellence |            | 40  | 12 | 32  | 44  | 45 | —  | —  | —  | —  | —  |
| 2012–2013  | Yorkton Harvest       | SMAAAHL    | 38  | 7  | 28  | 35  | 30 | 5  | 1  | 1  | 2  | 0  |
|            | Seattle Thunderbirds  | WHL        | 1   | 0  | 0   | 0   | 0  | —  | —  | —  | —  | —  |
| 2013–2014  | Seattle Thunderbirds  | WHL        | 58  | 6  | 13  | 19  | 18 | 9  | 2  | 2  | 4  | 6  |
| 2014–2015  | Seattle Thunderbirds  | WHL        | 69  | 13 | 25  | 38  | 23 | 6  | 1  | 2  | 3  | 0  |
| 2015–2016  | Seattle Thunderbirds  | WHL        | 69  | 19 | 46  | 65  | 33 | 18 | 8  | 14 | 22 | 8  |
| 2016–2017  | Seattle Thunderbirds  | WHL        | 67  | 28 | 42  | 70  | 21 | 17 | 6  | 20 | 26 | 12 |
| 2017–2018  | Edmonton Oilers       | NHL        | 18  | 1  | 3   | 4   | 10 | —  | —  | —  | —  | —  |
|            | Bakersfield Condors   | AHL        | 37  | 6  | 12  | 18  | 12 | —  | —  | —  | —  | —  |
| 2018–2019  | Bakersfield Condors   | AHL        | 52  | 6  | 25  | 31  | 34 | 8  | 2  | 2  | 4  | 4  |
| 2019–2020  | Edmonton Oilers       | NHL        | 71  | 5  | 16  | 21  | 33 | 4  | 0  | 0  | 0  | 0  |
| 2020–2021  | Edmonton Oilers       | NHL        | 43  | 2  | 6   | 8   | 14 | 4  | 0  | 0  | 0  | 0  |
| NHL totalt | NHL totalt            | NHL totalt | 132 | 8  | 25  | 33  | 57 | 8  | 0  | 0  | 0  | 2  |
| AHL totalt | AHL totalt            | AHL totalt | 89  | 12 | 37  | 49  | 46 | 8  | 2  | 2  | 4  | 4  |
| WHL totalt | WHL totalt            | WHL totalt | 264 | 66 | 126 | 192 | 95 | 50 | 17 | 38 | 55 | 26 |

### Internationellt
| Källa: Uppdaterad: 2018-03-02 | Källa: Uppdaterad: 2018-03-02 | Källa: Uppdaterad: 2018-03-02 |         | Utv = Utvisningsminuter | Utv = Utvisningsminuter | Utv = Utvisningsminuter | Utv = Utvisningsminuter | Utv = Utvisningsminuter |
| År                            | Lag                           | Mästerskap                    | Matcher | Mål                     | Assists                 | Poäng                   | Utv                     |                         |
| ----------------------------- | ----------------------------- | ----------------------------- | ------- | ----------------------- | ----------------------- | ----------------------- | ----------------------- | ----------------------- |
| 2015                          | Kanada                        | U18-VM                        | 7       | 0                       | 3                       | 3                       | 6                       |                         |
| Junior totalt                 | Junior totalt                 | Junior totalt                 | 7       | 0                       | 3                       | 3                       | 6                       |                         |